# 이재승
이재승(1977년 6월 5일 ~ )대한민국의 기상캐스터 겸 기자이다.
2002년 8월 국회방송 아나운서로 언론계에 입문한 뒤, 2005년 12월 MBC 공채 기상캐스터로 합격, 지상파 방송 3사를 통틀어 유일무이한 남성 기상캐스터로 활동하였다. 2012년 종합편성채널이 출범하자, JTBC로 이직하여 기상캐스터 겸 국제부 기자로 활동 중이다.

## 참조
1. ↑  주간 한국 - 2012년 3월 기사 "기상캐스터 50년 역사"